# Gle Sayeung Terbang
Gle Sayeung Terbang är en kulle i Indonesien.   Den ligger i provinsen Aceh, i den västra delen av landet, 1 800 km nordväst om huvudstaden Jakarta. Toppen på Gle Sayeung Terbang är 41 meter över havet.
Terrängen runt Gle Sayeung Terbang är platt åt sydväst, men åt nordost är den kuperad.Runt Gle Sayeung Terbang är det ganska glesbefolkat, med 50 invånare per kvadratkilometer. I omgivningarna runt Gle Sayeung Terbang växer i huvudsak städsegrön lövskog.